# Vlag van Kanta-Häme

Vlag van Kanta-Häme

De vlag van Kanta-Häme werd ter gelegenheid van de 100e verjaardag van de Finse vlag publiceerde de regionale raad van Kanta-Häme op 28 mei 2018, naast het wapen van Kanta-Häme, een regionale vlag met lynx als thema, ontworpen door heraldist Tuomas Hyrsky op basis van het wapen van Ahti Hammar. Op de vlag staat een gouden lynx op een rood veld, maar de zilveren sterren van het wapen zijn verplaatst van boven naar de voorkant van de lynx en de rozen van onder het dier naar achteren om de vlag als geheel in balans te brengen. Op 4 februari 2019 werd de vlag officieel opgespeld in het Kasteel Häme door 25 regionale vertegenwoordigers. De regionale raad van Kanta-Häme koos 21 december als officiële regionale dag voor het hijsen van de vlag van Kanta-Häme op 26 april 2021.
Het eerste bekende embleem van Häme is een zegel uit 1326 met een afbeelding van de gekruisigde Christus met een maansikkel en een ster. Häme kreeg zijn eigenlijke wapen in 1560 op de begrafenis van de Zweedse koning Gustaaf Wasa, en staat samen met de andere provincies die als Finse hertogdommen worden beschouwd, Varsinais-Suomi, Satakunta en Karelië, ook afgebeeld op het monument van de koning in de kathedraal van Uppsala. De lynx op het wapen weerspiegelt de overvloedige lynxpopulatie in de regio en het belang van de jacht op het dier in de middeleeuwen. De sterren en rozen rond de lynx werden waarschijnlijk toegevoegd om de lege plekken van het schild op te vullen, zoals gebruikelijk was in die tijd, en ontbreken soms in oudere ontwerpen.